# Masaya Matsuura
Masaya Matsuura (松浦雅也 Matsuura Masaya?), nacido el 16 de junio de 1961, es un productor musical y diseñador de videojuegos japonés, considerado como el padre de los videojuegos musicales desde la aparición de PaRappa the Rapper, su obra más conocida.

## Biografía
Matsuura nace el 16 de junio de 1961 en Osaka, Japón. 
Su interés en la música y multimedia se despertó a la edad de diecinueve años, cuando tuvo contacto con el software Kailedoscope para el ordenador Apple II. Aunque las imágenes producidas por aquel programa eran atractivas e hipnóticas, Matsuura sentía que aún faltaba algo para completarlo, así que le añadió música. Esa fue su primera experiencia en la producción de música digital.
En 1983 completa los estudios de Sociología Industrial por la Universidad de Ritsumeikan, y en abril del mismo año forma la banda PSY·S (pronunciado “sais”) junto con la vocalista Chaka. Ambos llevaron al límite las capacidades de los computadores de la época, que no eran suficientes para satisfacer la creatividad de Matsuura. Siguiendo un método de prueba y error, llegaron a publicar diez álbumes y cosecharon varios éxitos. La banda se separó en agosto de 1996 después de sacar su último álbum: “Two Bridges.”
En 1993 Masayu Matsuura y el artista digital Kiri fundan la compañía NanaOn-Sha Co. con el objetivo de producir creaciones que mezclen gráficos y música digital. NanaOn-Sha significa “La Compañía del Séptimo Sonido” en japonés.

## Proyectos
- En abril de 1993 Matsuura publica el CD-ROM multimedia “The Seven Colors” para Macintosh. Fue el primer CD-ROM obra de un músico japonés y obtuvo el premio Multimedia Grand Prix de ese año. Este primer trabajo multimedia fue seguido por Tunin’ Glue en 1996 -para Macintosh y Apple Pippin- que permitía a los usuarios o jugadores crear sus propias composiciones musicales.
- En diciembre de 1996 publica el juego “PaRappa the Rapper” para Sony PlayStation en Japón, convirtiéndose en un éxito de inmediato y abriendo el camino a un nuevo género: los videojuegos musicales. El jugador toma el rol de Parappa, un perrito que intenta ganarse el amor del personaje con forma de flor Sunny-Funny. La mecánica del juego se basa en la pulsación de botones en un orden determinado, siempre al ritmo de música rap. “PaRappa the Rapper” ganó el premio CECA de 1996 y en 1997 fue declarado juego del año en Japón.
- Agosto de 1997. NanaOn-Sha lanza Um Jammer Lammy en Japón. Comparte la misma mecánica de juego que Parappa the Rapper, aunque esta vez cambian los protagonistas y el rap deja lugar al rock-pop. El juego obtuvo dos premios Game Critics Awards en la feria E3 de 1999: “Best Puzzle/Trivia/Parlor Game” y “Outstanding Achievement in Sound & Music”. Además ganó el disco SCEI Gold.
- En 1999 Matsuura completa Vib-Ribbon. El objetivo es guiar a Vibri a lo largo de una cuerda, esquivando obstáculos generados según la música que está sonando en ese momento. La estética de gráficos vectoriales en blanco y negro, y la posibilidad de usar las canciones de cualquier CD de audio hacen único a este título.
- En agosto de 2001 lanza “Parappa The Rapper 2” para PlayStation 2, una secuela con pocas novedades respecto al original.
- Siguiendo la tendencia experimental, en 2003 Matsuura fue nombrado encargado para diseñar los sonidos del perrito robot Aibo ERS-7. Al día de hoy sigue usando el robot en sus performances.
- En octubre de 2004 Masaya Matsuura lanzó Recommuni, una web social que gira alrededor de la música, y que tiene por objetivo revolucionar la relación entre fanes, artistas e industria musical en Japón.
- El último juego lanzado por la compañía de Matsuura NanaOn-Sha es “Tamagotchi Connection: Corner Shop (2005)”, con más de un millón de copias vendidas, y su secuela “Tamagotchi Connection: Corner Shop 2” (2006), ambos para el sistema Nintendo DS.

## Otros datos
- Matsuura es miembro de la American GDC Advisory Board desde 2002.

- Wikimedia Commons alberga una categoría multimedia sobre Masaya Matsuura.

- Datos: Q2737054
- Multimedia: Masaya Matsuura / Q2737054